# トマス・ハインドマン
トマス・カーマイケル・ハインドマン・ジュニア（英:Thomas Carmichael Hindman, Jr.、1828年1月28日-1868年9月27日）は、アメリカ合衆国の弁護士、アーカンソー州選出アメリカ合衆国下院議員であり、南北戦争のときは、南軍の将軍だった。
ハインドマンがテネシー州ノックスビルで生まれた直後に、家族はアラバマ州ジャクソンビル、続いてミシシッピ州リプリーに移転した。リプリーで初等教育を受けた後、ローレンスビル・クラシカル・インスティチュート（現在はローレンスビル学校）に入学し、1843年9月25日に優等で卒業した。その後、米墨戦争の時に、第2ミシシッピ連隊のためにティッパー郡で中隊を起ち上げた。この戦争の間に中尉として従軍し、後に中隊の大尉になった。戦後はリプリーに戻った。ハインドマンは法律を勉強し、1851年に州法廷弁護士として認められた。その後法律実務をリプリーで始め、2年後にはアーカンソー州ヘレナに移った。
ハインドマンは1854年から1856年までミシシッピ州議会下院議員を務めた。1859年3月4日から1861年3月4日は、民主党員としてアーカンソー州第1選挙区選出のアメリカ合衆国下院議員（第36議会）を務めた。第37議会にも再選されたが、南北戦争の開始とアーカンソー州のアメリカ合衆国からの脱退のために辞退した。その代わりにハインドマンは南軍に入隊した。ミシシッピ川流域戦線で指揮を執り、後には南軍のために「ハインドマン・リージョン」を起ち上げた。1861年9月28日に准将に昇進し、1862年4月18日には少将となった。戦後、ハインドマンはメキシコシティに逃亡して、北軍に対する降伏を回避した。メキシコではコーヒー農園主として働き、法律実務を行おうとした。マクシミリアン1世の処刑後、アンドリュー・ジョンソン合衆国大統領に恩赦の請願書を提出したが、否決された。それでもハインドマンはヘレナでの生活に戻った。ハインドマンは合衆国の回復のためにレコンストラクションを進んで受け入れる新しい政治組織、「ヤング・デモクラシー」の指導者になった。1868年9月27日、ヘレナの自宅で、ハインドマンは正体不明の者に暗殺された。

## 家系
ハインドマンの両親、トマスとサリー・ホルトはイギリス人とスコットランド人の血を引いていた。母方の祖先には、成功した農園主で1655年にバージニア州議会議員となったロバート・ホルト少佐がいた。ホルト家は元々、ノックスビルに来る前はバージニア州ハリファックス郡にいた。ハインドマンの父方の祖先は、1746年4月16日のカロデンの戦い後にイギリス王ジョージ2世がボニー・プリンス・チャールズの追随者、900人のスコットランド人を追放した時のカーマイケル一族の出身だった。
カーマイケル一族の子孫の1人、サラ・カーマイケルが1790年代初期にペンシルベニア州の裕福な承認であるサミュエル・ハインドマンと結婚した。その後夫妻はノックスビルに転居し、その一番下の息子トマス・カーマイケル・ハインドマン・シニアが1793年11月10日に生まれた。家族の言い伝えに拠れば、この息子がノックスビルで生まれた最初の白人男子だった。
ハインドマン・シニアは米英戦争の時に第39アメリカ歩兵連隊の下士官だった。1814年1月11日には少尉補、同じ年の5月20日には少尉に昇進した。米英戦争の最後の主要戦闘であるニューオーリンズの戦いに参戦し、1816年6月30日に健康上の理由で退役するまで現役任務を続けた。ハインドマン・シニアは退役後にテネシー川で軍隊用渡し船を運航し、アラバマ準州の第10準州民兵連隊で中佐を務めた。商人としての取引の中でルイス・ロスと出逢った。ハインドマン・シニアはしばしばロスの家を訪れるようになり、そこでルイスの義理の妹、サリー・ホルトと出逢った。2人は短期間の交際を経て、1819年1月21日にノックスビルで結婚した。夫妻がテネシー州レア郡に入った後、最初の娘が1820年に生まれた。家族でポストオーク・スプリングスに移転した後、3人の子供、ロバート、メアリーおよびサラが生まれた。この家族は1827年にノックスビルに戻った。翌年、トマス・カーマイケル・ハインドマン・ジュニアが生まれ、さらに翌年ミルドレッドが続いた。

## 初期の経歴
父のハインドマン・シニアは商用で度々アラバマ州に行き、アラバマ州ジャクソンビルで数区画の土地を購入した後で、家族ごとそこに移った。父は地方での多くの事業機会を生かし、その家族には必要なもの何でもを買い与えられるようになった。ハインドマン・シニアは地域のチェロキー族インディアンを含みその事業仲間からは正直なことで評判となった。チェロキー族の信頼を得るようになったので、アメリカ合衆国大統領ジェームズ・モンローからチェロキー族に対する準代理人に指名された。アンドリュー・ジャクソンが大統領に就任すると、ハインドマン・シニアはチェロキー族に対する合衆国代理人に指名された。ハインドマン・シニアはしばしばチェロキー族の利益を議論するためにワシントンD.C.を訪れ、1841年には、陸軍長官代行のアルバート・M・リーから、何故ノースカロライナ州のチェロキー族がインディアン準州のチェロキー族に加われという連邦政府の提案を拒んだか、明らかにするよう求められた。ハインドマンは2ヶ月を費やしてノースカロライナ州のチェロキー族に「西部でチェロキー国家に加わる」よう説得に努めたが成功しなかった。
この年、ハインドマン・シニアはミシシッピ州リプリーで新しいプランテーションを購入した。一方ハインドマンは地元の学校に通った後、ニュージャージー州ローレンスビルにあるアメリカでも3番目に古い寄宿制の学校ローレンスビル・クラシカル・インスティチュートに入学した。ハインドマンはそこで古典的な教育を受け1843年9月25日に成績優等で卒業し、卒業式の答辞を述べた。ハインドマンは親戚を訪ねたりニューヨークで学んだりした後で、リプリーに戻り、地元の著名弁護士でホイッグ党の政治家であるオーランド・デイビスに付いて法律の勉強を始めた。
一方、ハインドマンの父はミシシッピ州政界で活動的になった。州ホイッグ党を率い、地元のヘンリー・クレイ・クラブの実行委員会委員となった。1845年、テネシー州メンフィスで開催された協議会の代議員に選出され、南部や西部の輸送およびインフラ整備計画を促進した。

## 米墨戦争への参加
間もなくアメリカ合衆国はアメリカ＝メキシコ国境で戦闘を始めた。メキシコ軍とザカリー・テイラー将軍に率いられるアメリカ軍の間でリオ・グランデ川に沿った小競り合いが起こり、連邦議会は宣戦を布告し、ジェームズ・ポーク大統領は陸軍に加わる50,000名の志願兵を集めるよう各州に要求した。ミシシッピ州の新聞は州民に軍隊に加わるよう呼びかけた。ある新聞、「ホリー・スプリングス・ガード」は「武器を取れ！武器を取れ！勇者達よ！恨みを晴らす剣を抜け。進め、進め、皆の心は決まった、勝利もしくは死と」と言い立てた。
ハインドマンは戦争で母国に貢献できる機会を持ちたいと願い、第2ミシシッピ歩兵連隊のE中隊少尉として入隊した。兄のロバートも同じ部隊に兵卒として入隊した。ハインドマンとその同僚達はその冬をキャンプ・マクラングで戦闘訓練をして過ごした。多くの兵士は1847年1月の寒さに対する備えが無く、インフルエンザ、肺炎および「寒さの疫病」で死んだ。第2ミシシッピ歩兵連隊は2月に米墨国境に向かって進発し、2月24日にリオ・グランデ川河口に到着したが、この日はブエナ・ビスタの戦いが終わった翌日だった。部隊は行軍を続け、死亡する兵士の数は増え続けた。1847年6月までに、167名が死に、134名が任務を外され、38名は脱走した。連隊は後にコアウイラ州サルティロの南7マイル (11 km) のブエナ・ビスタに移動し守備隊任務に就いた。連隊にとっての栄光の期待は死者の続出、ゲリラの襲撃およびキャンプでの任務の中で霧消した。1847年3月、チャールズ・クラーク大佐がハインドマンの学歴や読み書きの能力故に、連隊の副官代行として指名した。ハインドマンの兄ロバートはこの時軍曹であり、天然痘を患っており、4月23日に治療のために除隊された。ハインドマンは1848年の終戦までに中尉に昇進し基地副官となったが、この歩兵連隊と共にその残り期間大きな戦闘に参戦することが無かった。

## ミシシッピ州に戻って
ハインドマンはリプリーに戻った後、オーランド・デイビスに付いて法律の勉強を続けた。終戦から1年経って、ハインドマンの兄ロバートは、「禁酒の息子達」リプリー支部の会員になろうとしているのをウィリアム・フォークナーが妨害していると考えたので、戦うことになった。ロバートは自分を守ろうとしたが、その拳銃が発砲せず、フォークナーはロバートに致命傷を与えた。フォークナーは殺人罪で裁判に掛けられたが、陪審員達はそれが正当防衛だったと裁定し、無罪になった。その後フォークナーはハインドマンの家族の友人1人を殺し、この時も殺人事件の裁判で無罪となった。ハインドマンとフォークナーは拳銃で決闘したが、どちらも怪我一つしなかった。このフォークナーとハインドマンの間の緊張関係は、後にメンフィスの「アピール」紙編集者になったマシュー・C・ギャロウェイによって落ち着かされることになった。
ハインドマン自身は「禁酒の息子達」リプリー支部に加わり、地元支局の書記官を務めた。1853年、ハインドマンはティッパー郡からミシシッピ州議会選挙に出馬し当選した。ハインドマンの議員としての経歴は1854年3月に議会が休会になったときに終わった。

## アーカンソー州への移転

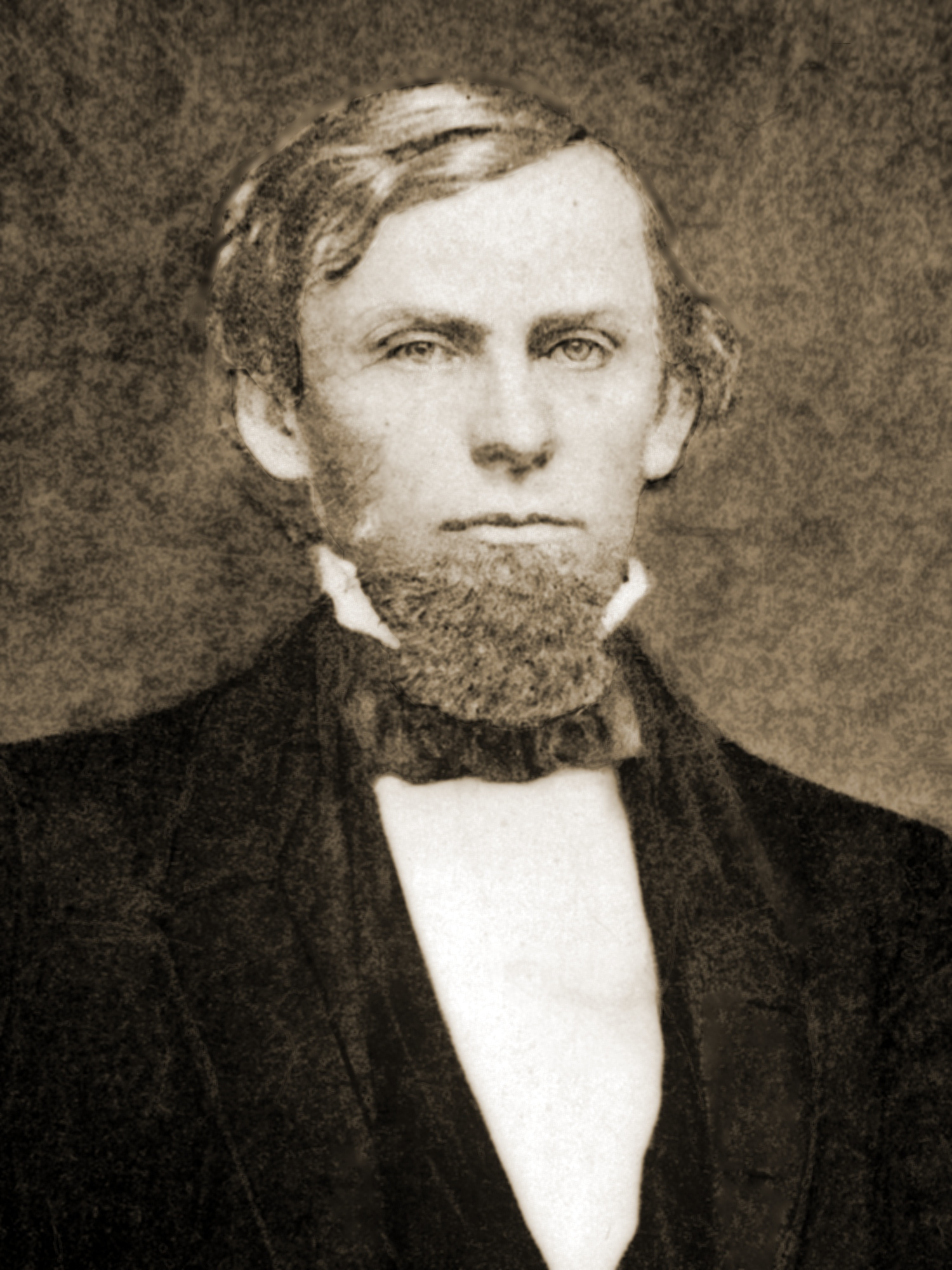
ハインドマンの写真、1854年頃

1854年までにハインドマンは混み合ったミシシッピ州政界ではほとんど操作できる余地が無いと認識した。ミシシッピ川越しに眺めると、まだ若く騒然としているアーカンソー州は教養があり大望がある政治家には活躍の場があると思われた。ハインドマンはミシシッピ州政界を離れ、1854年3月18日にアーカンソー州ヘレナに移転した。
ハインドマンは新しい州で政界と社交界に身を投じた。1854年6月、ヘレナの法曹界で「目立つ人物」として知られていたケンタッキー州出身のジョン・パーマーと法律事務の共同経営を始めた。1854年の独立記念日祭りでハインドマンはアーカンソー州における鉄道の発展の重要性に関する演説を行った。ハインドマンはいきなり、反移民かつ反カトリックのノウ・ナッシング党に反対する立場を取ることで論争に巻き込まれた。ハインドマンはノウ・ナッシング党を「有害な狂信者」と見なした。ハインドマンとパーマーはノウ・ナッシング党の脅威を撲滅するために考案した民主協会を設立した。この期間にハインドマンは、後に南軍の少将まで並行して歩むことになるパトリック・クリバーンと親友になった。この2人はまたウィリアム・ウェザリーと共同事業を興し、1855年12月に新聞の「デモクラティック・スター」を買収した。
クリバーンとハインドマンはノウ・ナッシング党のメンバーとヘレナの街頭で撃ち合い、2人とも負傷した。傷が回復すると、2人に対して成された告発に応えるために大陪審に出頭した。2人は無罪放免となり、その後ミシシッピ州のハインドマンの両親宅へ行った。ハインドマンはその行動で称賛され、ノウ・ナッシング党が敗北した後で民主政界の一廉の者になった。
1856年、ハインドマンはアーカンソー州第1選挙区で連邦議会議員の指名を求めて出馬したが、民主党州大会で現職のアルフレッド・B・グリーンウッドに敗れた。民主党の内部闘争を避けるためにハインドマンが行った大会からの優雅な撤退は党の指導者層から注目を浴びることになった。この時期に、ハインドマンはメアリー・"モリー"・ワトキンス・ビスコーと出会い交際した。モリーの両親は躊躇したが、2人は1856年11月11日にクリバーンを介添人として結婚した。
1857年夏、ハインドマンは「ヘレナ州の権限デモクラット」紙の編集者になりアーカンソー州東部の民主党では並ぶ者のいない指導者になった。民主党の指名で重大な対抗者は居らず、州内の新聞からも後援された。リトルロックの「トルー・デモクラット」紙の編集者リチャード・H・ジョンソンは1856年にハインドマンが指名を求めて出馬したときのことを有権者に思い出させ、ハインドマンのことを「著しい能力のある」「周到な民主党員」であると誉めた。ベイツビルで開催された民主党州大会では、ハインドマンが容易にA・M・ウィルソンとダンドリッジ・マクレーを破った。総選挙では、ハインドマンが共和党の挑戦者ウィリアム・M・クロスビーを18,255票対2,853票で破った。

### アーカンソー州政治「ファミリー」の打倒
ハインドマンは連邦議員である間に、州内民主党の団結をもたらそうと努めた。州内で政治的指導層を刺激し、アーカンソー州の民主党を政争が2つに分け、1つはハインドマン支持の派閥、もう1つは準州時代以来アーカンソー州を支配してきた政治的「ファミリー」の派閥となった。ハインドマンは、「ファミリー」の行動を「党幹部会の小さな管理者と彼等を取り仕切る高僧以外のある者の最も集中された天罰」と特徴付けた。
「ファミリー」指導者達は1860年におけるハインドマンの連邦議会議員再選を阻止すると脅した。ハインドマンは彼等に挑戦し、「連合主義者」や「融合のチャンピオン」と呼ぶ集団の崩壊を予告した。ハインドマンが州は「トルー・デモクラット」に公的印刷費を払いすぎてきたと告発した後で、ハインドマンと政治ファミリーの間の論争が過熱した。「トルー・デモクラット」は告発内容を否定し、ハインドマンの動機は気遣いよりも身勝手さから来ていると主張した。「トルー・デモクラット」は、ハインドマンは自分が支配しているヘレナの「州の権限デモクラット」とリトルロックの「オールドライン・デモクラット」に出版契約を持ってこようとしていると主張した。
「ファミリー」指導者の1人、エリアス・ネルソン・コンウェイは、ハインドマンの義父を含み銀行に負債のある人々の財産を押さえてしまう計画を始めることで、州の銀行の経営状態を落ち着かせようとした。ハインドマンは州内を隈無く旅してこの提案を公に非難した。1860年の州知事選挙で、ハインドマンはヘンリー・マッシー・レクターを後援し、「ファミリー」の候補者は「トルー・デモクラット」紙の編集者リチャード・H・ジョンソンとなった。ジョンソンは民主党候補者となったが、レクターは独立した民主党員として立候補を宣言した。知事選の開票ではレクターが31,044票対ジョンソン28,967票と僅差で当選した。この選挙後「オールドライン・デモクラット」の編集者トマス・C・ピークは「ファミリー」の政治支配が終わるときが来たと宣言した。南北戦争のような新しい問題が中心になってきて、「ファミリー」の州政界支配が復活することは無かった。

## 南北戦争

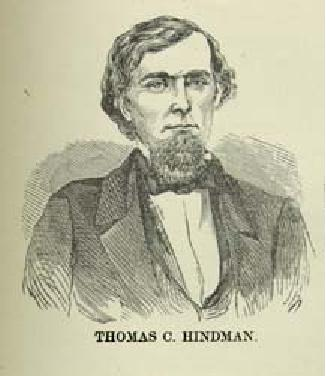
ハインドマンの肖像、南軍の二重スパイ、ロレッタ・ジェネタ・ベラスケスの『戦闘における女性達：マダム・ロレッタ・ジェネタ・ベラスケス、あるいは南軍ハリー・T・ビュフォード中尉と呼ばれる者の功績、冒険および旅の記述』から転載

南北戦争が近付くと、ハインドマンは合衆国からの脱退を熱心に主張する者となり、実質的にアーカンソー州で最も著名なファイアイーター（けんかっ早い人、ここでは奴隷制擁護の過激派）となった。1861年5月、アーカンソー州が65票対5票という票決で合衆国からの脱退を決めた時、ハインドマンは協議会のギャラリーにいた。戦争が近付くと、ハインドマンは連邦議員を辞職し、ヘレナで1個連隊の徴募を行い、これが南軍に供された。州政府にはマスケット銃、衣類および10日分の食料を要求して、その部隊が「我々の国のために戦える」ようにした。1861年6月1日までに、10個中隊を起ち上げ、6個中隊はヘレナに、4個中隊はパインブラフに駐屯した。戦うために州を出て行くことを拒否した5個中隊分は失うことになった。その後、ハインドマンはリッチモンドに出頭するよう命令を受けて従った。6月にはその連隊と共に長い旅を始めた。1861年9月までに、ハインドマンは准将に昇進した。ハインドマンとその連隊は間もなく悲惨な結果になるケンタッキー方面作戦における活動的構成部隊となった。その後間もない1862年4月のシャイローの戦いの激闘にも参戦し、ハインドマンは軽傷を負った。
傷から癒えたハインドマンは少将に昇進し、ミシシッピ川流域方面軍指揮官に指名されて、サミュエル・カーティスが率いる北軍侵入の防衛に当たった。アーカンソー州での展開は恐ろしく悪い方向に向かった。ほとんどの部隊はミシシッピ川より東での任務のために州内から出て行くことになった。ハインドマンがリトルロックに到着したとき、その部隊は北西から危険なまでに接近する北軍に対して「裸の兵士、金もなく、防御の手段もなく、恐ろしく無防備」であることが判った。
ハインドマンは活動を開始し、一連の厳しい軍事布告を発し、徴兵制を布き、ゲリラ戦を承認し、州防衛のための物資を要求した。また、州の防御力について北軍当局を誤らせるように仕組んだ偽情報を流す動きを始めた。さらにバージニアに向かうはずだったテキサス州の部隊をアーカンソー州防衛に転用した。この一連の出来事に嫌がらせ戦術を結びつけ、北軍当局を混乱させて、アーカンソー州を征服するための適切な供給線が無いものと思わせ、間もなく州都に向かっていた部隊が逸れて、しっかりした供給線を再構築するためにヘレナに向かわせることになった。

### 「ハインドマン・リージョン」の指揮

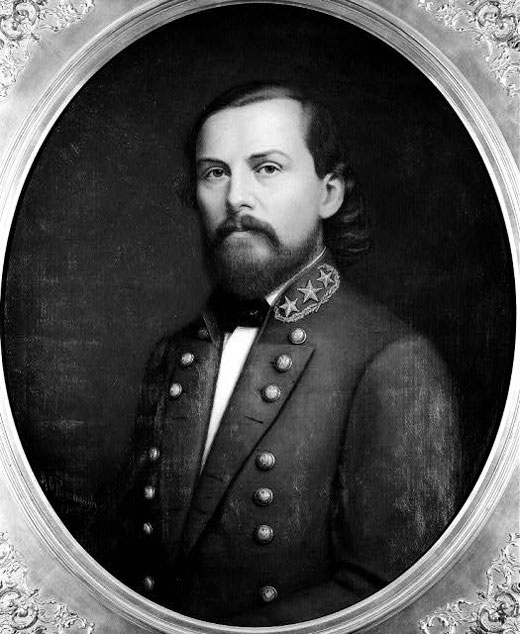
ハインドマンの肖像 by Aurelius O. Revenaugh、1906年

しかし、ハインドマンの布告は地元市民の怒りを買い、市民やハインドマンの政敵達はリッチモンドにいるアメリカ連合国の指導者達に罷免を要求した。1862年8月までにリッチモンドの指導層は人当たりが良いが無能なセオフィラス・H・ホームズとのすげ替えを決めた。ハインドマンはホームズを説得してアーカンソー州北部での野戦指揮を任させ、侵入者を追い出す作戦に臨んだ。ハインドマンはアーカンソー州北部に積極的に進行し、北軍が2つに分かれている間にこれを妨害しようとした。しかしこの時、ハインドマンの通常は攻撃的なやり方が性格にあわない疑念に譲った。北軍の分かれた部隊を攻撃するよりも、プレーリーグラブで塹壕に入り、北軍が再結合して南軍を攻撃してくることを許した（プレーリーグラブの戦い）。
ハインドマンの陣地は良く選定されたものだったが、装備や物資の豊富な北軍は南軍を疲れさせたので、ハインドマンはリトルロックに向けての後退を強いられ、北軍を潰す機会を失った。プレーリーグラブでの行き詰まりの後、ハインドマンは川のこちら側に戻され、親友のパトリック・クリバーンと共にチカマウガの戦いに参戦した。チカマウガで首を負傷した後、ハインドマンとその部隊はテネシー軍と共に北軍ウィリアム・シャーマン将軍に対抗してアトランタ方面作戦を戦い続け、第一次ダルトンの戦いからマリエッタの直ぐ郊外のケネソー山の戦いまでジョージア州を横切った。1864年7月4日、ケネソー山で、木の枝で目を打たれ落馬した。ハインドマンは重傷であり、野戦での任務を果たせなくなった。ハインドマンはアトランタに行き、その後メイコンに行って傷の快復に努めた。その後、十分に快復すればまた戦えるものと期待していた。ハインドマンはミシシッピ川流域方面軍への転属を申請した。その要請はアメリカ連合国陸軍省に拒否されたが、アメリカ連合国大統領ジェファーソン・デイヴィスはハインドマンの「肉体的不能」から十分に快復するまで休暇を提案した。ハインドマンは休暇が8月に認められるとテキサス州に向かった。その旅の間にハインドマンの2番目の娘、サリーがミシシッピ州メリディアン近くで病気のために死んだ。ハインドマンはサンアントニオに到着し、家族と共に暫くはそこに落ち着いた。ハインドマンは1865年1月26日に軍隊の士官や地元の住人から栄誉を授けられた。1865年5月までに、ニューオーリンズの南軍将軍達は北軍の将軍に対して南軍の降伏条件を示す書類に署名した。ハインドマンは降伏を拒否し、多くの元南軍兵と共にリオ・グランで川を越えてメキシコに入り、避難所を求めた。

## 戦後の活動

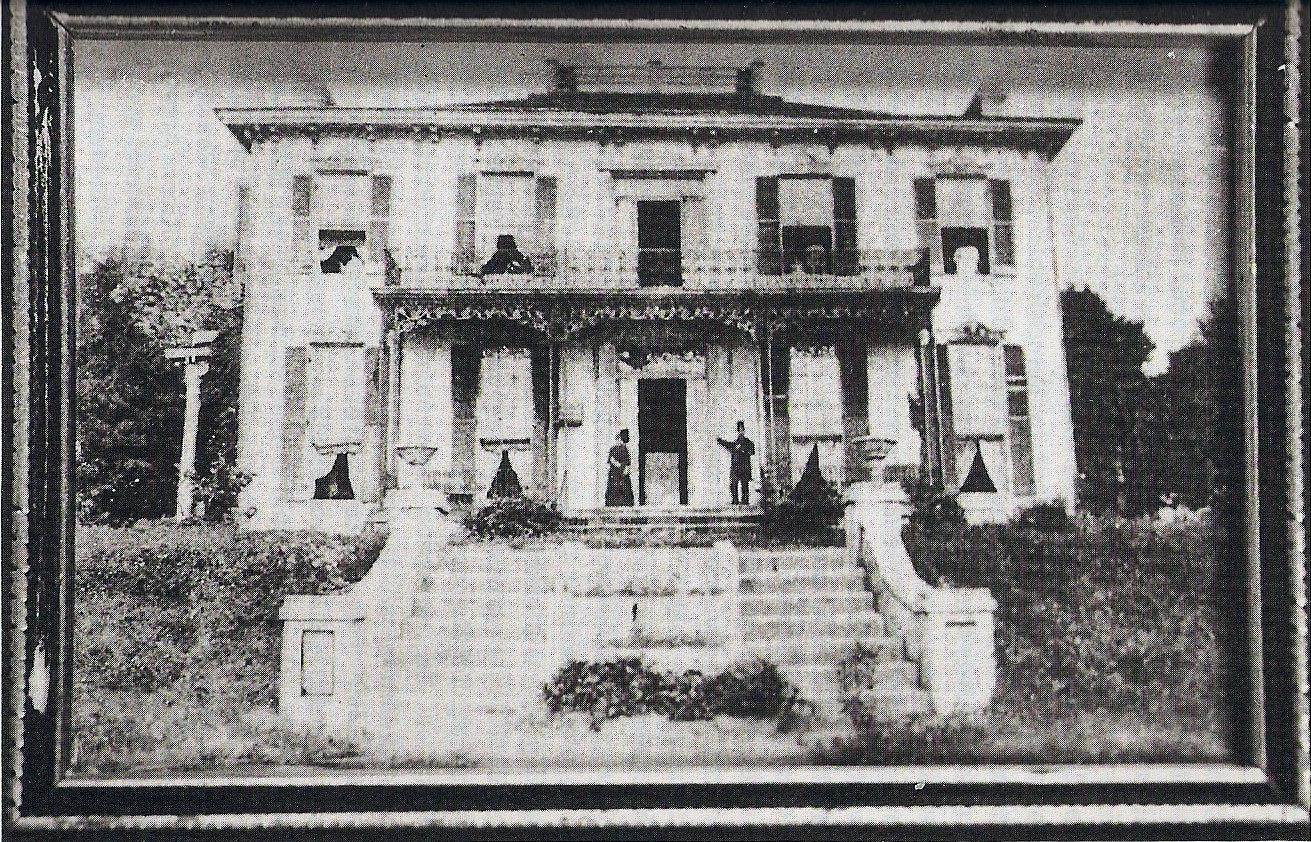
アーカンソー州へレナにあるハインドマンの家の写真

ハインドマンはメキシコのカロロタの町で南軍逃亡兵と合流し、コーヒーを植え、法律実務を行おうとした。1867年4月までに、アーカンソー州に戻るために家の状態を確認し、アンドリュー・ジョンソン大統領に恩赦を請願した。ハインドマンの請願は数少ない拒否されたものの一つとなった。それでも元の生活に戻ろうとした。政治はハインドマンを必要としており、役職に就く資格は無いものの、レコンストラクションの規約に反対して立ち、レコンストラクションの指導層と直接紛争に入った。この当局はハインドマンに対して反逆罪告訴を復活させ逮捕した。これでもハインドマンを止められず、ハインドマンは政治の輪の中に入って行って、新しく解放された奴隷と民主党員というありそうにない連衡を創ることにいくらか成功した。

### 暗殺
1868年9月27日夜の9時半頃、ハインドマンは一人以上の正体不明の暗殺者に暗殺された。ハインドマンが子供達と共に新聞を読んでいる時に居間の窓から暗殺者が狙撃した。マスケット銃弾はハインドマンの顎、喉および手を捉え、ハインドマンは出血多量のために8時間後に死亡し、アーカンソー州の南軍では最も高位の将軍の人生を終わらせた。その死の前に、ハインドマンは家のポーチから隣人や政治の支持者達に分かれの挨拶を行った。ハインドマンは「完全な冷静さ」で聴衆に「彼らの勇気と決断力を団結させ人々に平和をもたらすよう」告げた。この狙撃について可能性有る動機として最近のパウェル・クレイトンとの政治的討論を示唆し、「私は誰が私を殺したか知らないが、それが誰であろうと、私は許すと言うことができる」と告げた。ハインドマンは妻モリーの養母の夫、ジェイムズ・H・オコーナーに「私の家族の面倒を見て、私の妻や愛しい幼子達の保護者になってくれ」と求めた。オコーナーがそれを認めると、ハインドマンは「私は誰もを許す、彼らが私を許してくれることを期待する」と述べた。その後、ハインドマンは体力が無くなって話すことができなくなり、寝椅子に倒れこんだ。ハインドマンは翌朝早くに死ぬまでそのままだった。暗殺の報せは州内全ての主要新聞で報じられた。「ガゼット｣のウィリアム・ウッドラフは、ハインドマンが「有能で傑出した男」として死に、その「短いが素晴らしい経歴」はアーカンソー州の政治に多くの影響を与えたと言った 。
ハインドマンの暗殺者が捕まることは無く、それを特定しようという多くの理論が何年間も流れ続けた。1869年、フィリップス郡監獄の白人受刑者が役人に告げたところでは、2人の黒人受刑者、シップ・キャメロンとヘイワード・グラントが犯罪について相談しているのを漏れ聞いたということだった。グラントは犯罪を告白し、この殺人は1868年9月27日に絞首刑にされたヘレナ出身の黒人リー・モリソンを殺したことに対する報復を求めた大きな計画の一部だったということである。グラントの犯罪は殺人の確証が取れず、その話したことは捜査陣から却下された。それ以上の捜査の進展は無く、この事件はお蔵入りとなった。ハインドマンはヘレナのエバーグリーン墓地（後にメイプルヒル墓地と名付けられた）の友人パトリック・クリバーンの墓近くに埋葬された。